# Эль-Азизия (Ирак)
Эль-Азизия (араб. العزيزية‎) — город на востоке Ирака, расположенный на территории мухафазы Васит.

## Географическое положение
Город находится в западной части мухафазы, на левом берегу реки Тигр, на высоте 35 метров над уровнем моря.

Эль-Азизия расположена на расстоянии приблизительно 80 километров к северо-западу от Эль-Кута, административного центра провинции и на расстоянии 60 километров к юго-востоку от Багдада, столицы страны.

## Население
По данным последней официальной переписи 1965 года, население составляло 7 607 человек.
Динамика численности населения города по годам:
| 1965  | 2012   |
| ----- | ------ |
| 7 607 | 39 294 |